# Arthur Joseph Russell
Arthur Joseph Russell (auch Arthur J. Russell, * 14. März 1861 in Hallowell, Kennebec County, Maine, Vereinigte Staaten; † 25. September 1945 in Minneapolis, Hennepin County, Minnesota, Vereinigte Staaten) war ein US-amerikanischer Journalist und Schriftsteller.

## Leben

### Familie und Ausbildung
Arthur Joseph Russell, Sohn des Joseph F. Russell und der Mary Haines Haskell Russell, graduierte 1879 an der Hallowell Classical and Scientific Academy, 1883 am Bowdoin College in Brunswick, Maine. Er heiratete am 3. April 1897 Kate H. Baldwin. Am 4. Dezember 1908 heiratete er in zweiter Ehe die aus Rockford, Minnesota stammende Mary Warner. Dieser Ehe entstammte die Tochter Alice. Russell verstarb 1945 im Alter von 84 Jahren in Minneapolis.

### Beruflicher Werdegang
Nach seinem Studienabschluss war Arthur Joseph Russell bei der Zeitung Portland Advertiser and Gazette of Maine in Portland angestellt. Im Jahre 1885 übersiedelte er nach Minneapolis, dort erhielt er eine Anstellung als Korrektor bei der Tageszeitung Minneapolis Journal. Russell, der dort in weiterer Folge bis in die 1940er Jahre in unterschiedlichen Funktionen eingesetzt war, fungierte darüber hinaus als Autor der Kolumne The Long Bow für die Tageszeitung Minneapolis Times-Tribune.
Der überzeugte Anhänger der Republikaner Arthur Joseph Russell, der insbesondere als Autor von seinerzeit vielgelesenen literarischen Werken hervortrat, war Mitglied der Studentenverbindung Alpha Delta Phi.

## Werke (Auswahl)
- Illumination of Walt Whitman, Tennyson & others. Publication Society of the Liberal Christian Science Church, Minneapolis, Minn., 1901
- Stony lonesome. Rand McNally, Chicago, Ill., 1903
- Fourth street. Torch Press, Minneapolis, Minn; Cedar Rapids, Ia., 1917
- Brief glimpses of unfamiliar Loring Park aspects. L.H. Wells, Minneapolis, Minn., 1919
- The Eternity Club and its discovery of the fairylands of the aged. L.H. Wells, Minneapolis, Minn., 1921
- One of our first families and a few other Minnesota essays. Leonard H. Wells, Publisher : And is to be sold at Powers Book Section, Minneapolis, Minn., 1925
- The other side of a street. Privately printed by the Lund Press for Arthur J. Russell and his friends,  Minneapolis, Minn., 1931
- The wrong paradise. Privately printed by the Lund Press for Arthur J. Russell and his friends,  Minneapolis, Minn., 1935